# Бряг Уилкинс
Бряг Уилкинс (на английски: Wilkins Coast) е част от крайбрежието на Западна Антарктида, в източния сектор на Земя Палмър, простиращ се между 68°30’ и 70°30’ ю.ш. и 61°45’ и 65° з.д. Брегът заема северната част от източното крайбрежие на Земя Палмър, между носовете Агасис на север и Богс на юг, покрай западните брегове на море Уедъл, част от атлантическия сектор на Южния океан. На юг граничи с Брега Блек на Земя Палмър, а на север – с Брега Боумън на Земя Греъм. Крайбрежието му е силно разчленено, което цялостно е заето от шелфовия ледник Ларсен. В крайната северна част е разположен полуостров Холик-Кеньон, заобиколен от ледените заливи Мобилайл на запад и Ревел на изток. В южната част е залива Смит, а в шелфовия ледник Ларсен са впримчени островите Хърст и Юинг.
Повсеместно е покрит с дебела ледена броня, над която стърчат отделни оголени върхове и нунатаки на планината Етернити (връх Дюмлер, 2225 m), от която към шелфовия ледник Ларсен се спускат планински ледници – Кейси, Бингам, Клифърд и др.
През 1953 г. Консултативния комитет по антарктическите названия на САЩ наименува този участък от крайбрежието на Земя Палмър Бряг Уилкинс в чест на австралийския полярен изследовател Джордж Хуберт Уилкинс, който ръководи британската антарктическа експедиция през 1928 – 30 г. и на 20 декември 1928 г. със самолет облита този участък от Земя Палмър и открива голяма част от източното ѝ крайбрежие.